# Edgar Lalmand
Edgard (Edgar) Clément Léonard Lalmand (Berchem, 20 augustus 1894 - Schaarbeek, 20 november 1965) was een politicus voor de Kommunistische Partij van België.

## Biografie
Als Franstalige Antwerpenaar volgde hij handel aan het Koninklijk Atheneum Antwerpen en ging op zijn zestiende als bediende werken bij een graanimporteur. In 1913-1914 doorliep hij een stage in Londen waar hij Engels leerde. Hij volgde conferenties georganiseerd door Russische bannelingen en schoolde zich in politieke cultuur als autodidact door deelname aan debatten en studie van verschillende economische werken waaronder de marxistische klassiekers.
De uitbraak van de Eerste Wereldoorlog dwong Lalmand om terug te keren naar België en werd hij gemobiliseerd en ingedeeld in het 9e Linieregiment. Zijn sociaal engagement en begrip voor de Vlaamse eisen deden hem aansluiten bij de Frontbeweging en ook was hij erg onder de indruk van de Russische Revolutie, die zijn opvattingen verder liet evolueren richting het communisme. In 1918 verliet hij het front met de graad van sergeant en een jaar later brak hij met de Frontbeweging, omdat hij zich niet kon vinden in het sociaal en economisch programma van de daaruit voortgekomen Frontpartij. In 1920 werd hij lid van de eerste communistische groep in Antwerpen, maar van 1920 tot 1923 verbleef hij in Rotterdam waar hij zich bekwaamde in de graanhandel. Na zijn terugkeer naar België legde hij zich volledig toe op zijn activiteiten als handelaar en leidde zijn politiek engagement een sluimerend bestaan, al bleef hij wel op de communisten stemmen.
In 1932 laaide het politiek vuur in Lalmand opnieuw op, nadat hij in Hamburg een rede van de Duitse communistische leider Ernst Thälmann had gehoord. In april van dat jaar sloot hij zich officieel aan bij de Kommunistische Partij van België, die op dat moment gebrekkig georganiseerd was in het Vlaamse landsgedeelte. Lalmand, doordesemd van een marxistische cultuur, manifeste intellectuele kwaliteiten en door zijn loopbaan als zakenman gezegend met organisatietalent, werd al snel geïntegreerd in de kaders van de partij en was vanaf 1932 verantwoordelijk voor de administratie van De Rode Vaan, de Nederlandstalige periodiek van de KPB. In 1933 trad hij toe tot het Federaal Comité van de partij in Antwerpen, waar hij belast werd met de organisatie. In deze twee functies doorkruiste hij Vlaanderen om er de werking van de partij te leren kennen en te verbeteren en in 1934 werd hij aangesteld tot secretaris van het Vlaamse Bureau van de partij. Nadat in 1935 de interne werking van de partij drastisch werd hervormd, werd Lalmand verkozen tot lid van het Centraal Comité en in oktober 1936 trad hij ook toe tot het Politiek Bureau van de KPB, waar hij tot in 1954 bleef zetelen. Hij nam ook mee de leiding van de Vlaamsche Kommunistische Partij (VKP), die de Vlaamse mandatarissen binnen de KPB-PCB verenigde. Voorts werd Lalmand gelast met de Antwerpse afdeling immigrante arbeiders (meestal Joden) binnen de partij.
Na het overlijden van Jean Berlemont werd Lalmand in 1938 aangesteld tot hoofdredacteur van het communistische partijblad La Voix du Peuple. Ter gelegenheid hiervan ging hij in het Brusselse wonen en stopte hij met zijn handelsactiviteiten om zich ten volle toe te leggen op de politiek. In oktober 1938 werd Lalmand verkozen tot gemeenteraadslid in Sint-Jans-Molenbeek, wat hij bleef tot in 1952. In 1939 kwam hij aan het hoofd van de Brusselse federatie van de KPB-PCB en in augustus van dat jaar nam hij de directie van de Vlaamse afdeling van de partij op zich. Enkele maanden later, in november 1939, werd La Voix du Peuple verboden als onderdeel van de repressie tegen de communisten na het sluiten van het Molotov-Ribbentroppact tussen Nazi-Duitsland en Sovjet-Unie en de Duitse inval in Polen, die het begin van de Tweede Wereldoorlog inluidde. Vervolgens werd Lalmand aangesteld tot directeur van het centrale persbureau van de KPB-PCB, een functie waarin de   (semi)clandestiene communistische pers aanstuurde. Om deze reden werd hij in maart 1940 gearresteerd door de Belgische autoriteiten.
Lalmand verbleef nog steeds in de gevangenis toen de Duitsers in mei 1940 België binnenvielen en werd kort daarna als 'staatsgevaarlijk persoon' naar Frankrijk gedeporteerd, waar hij terechtkwam in het kamp van Saint-Cyprien in het departement Pyrénées-Orientales. In juli 1940 wist hij er met twee andere communisten te ontsnappen. Teruggekeerd in het bezette België nam hij de directie op zich van de Brusselse afdeling van de partij en van de afdeling 'intellectuelen', die zich discreet wijdde aan het bestuderen van het marxisme en de clandestiene krant Temps Nouveaux oprichtte, die mee de politieke en ideologische strijd tegen de Nieuwe Orde wilde voeren. Na het begin van de oorlog met de Sovjet-Unie op 22 juni 1941 en de anticommunistische arrestatiegolf tijdens Operatie Sonnenwende, ging hij ondergronds en werd hij door de partijleiding naar Luik gestuurd, waar hij als instructeur verantwoordelijk werd voor de communistische verzetscellen in het zuidoosten van België. In april 1942 werd hij terug naar Brussel geroepen om er belast te worden met het verstevigen van de banden van de PCB met het Onafhankelijkheidsfront, maar na spanningen met Fernand Demany, de secretaris-generaal van de verzetsorganisatie, nam hij aan het einde van dat jaar opnieuw de wijk naar Luik.
In juli 1943 werd nagenoeg de volledige top van de partij gearresteerd door de Gestapo en weggevoerd. Lalmand bleek het enige lid van het Politiek Bureau te zijn die zich nog in vrijheid bevond en werd aangesteld tot secretaris-generaal. Samen met de Hongaar Andor Bereï, vertegenwoordiger van het Komintern in België, nam hij de leiding van de partij op zich. Omdat hun takenpakket immens was, wees Lalmand een aantal essentiële taken van de partijleiding (de redactie van de illegale partijbladen Le Drapeau Rouge en De Rode Vaan, het bevel over het Belgisch leger der partizanen, de interne organisatie, de rapportering aan de Belgische regering in Londen en de  leiding over het Onafhankelijkheidsfront) toe aan zijn dichte medewerker Jean Terfve. Na de Bevrijding leidde hij de terugkeer van zijn partij naar de legaliteit in goede banden en groeide hij uit tot de onbetwiste leider van de communistische partij. In februari 1946 werd Lalmand als lijsttrekker voor de KPB-PCB voor het arrondissement Brussel verkozen in de Kamer van volksvertegenwoordigers, waar hij tot in 1958 bleef zetelen.
Na de oorlog stonden de communisten op het hoogtepunt van hun populariteit en maakten ze enkele jaren deel uit van Belgische regeringen. Lalmand oefende als belangrijkste communistische minister de functie van minister van Ravitaillering uit, eerst in de vierledige regeringen-Van Acker I (12 februari 1945 tot 2 augustus 1945) en II (2 augustus 1945 tot 13 maart 1946) en daarna in de drieledige regeringen van Van Acker III (31 maart 1946 tot 3 augustus 1946) en Huysmans (3 augustus 1946 tot 20 maart 1947). Als minister van Ravitaillering stond hij in voor de bevoorrading van voedsel en grondstoffen voor de economische productie; een niet onbelangrijke taak, aangezien België in de jaren na de oorlog met tekorten kampte. Ook de distributie van rantsoeneringsbonnen behoorde tot zijn takenpakket, alsook de distributie van levensmiddelen en het mobiliseren van de levensmiddelenindustrie om prijsstijgingen tegen te gaan. Hiertoe gaf hij grootschalige subsidies aan coöperatieven die zich bezighielden met de inkoop en productie van levensmiddelen, zodat ze zonder verlies hun producten onder de kostprijs konden verkopen. Dit beleid leverde hem de vijandigheid op van kleine landbouwers en de middenstand en hun vertegenwoordigers binnen de christelijke zuil. Niettemin stelde Lalmand zich in de regering pragmatisch op en onderschreef hij het herstel van de kapitalistische economie, waar hij de reputatie van goed bestuurder aan overhield. Toen de Koude Oorlog op het voorplan trad, werd de communistische regeringsdeelname echter steeds minder evident. In maart 1947 verlieten de communistische ministers de regering uit verzet tegen de verhoging van de steenkoolprijs.
In de jaren daarna verdedigde Lalmand als secretaris-generaal van de KPB de strakke stalinistische lijn, zoals ze in Moskou gedicteerd werd, en ging de partij een orthodoxe koers varen, onder andere door afstand te nemen van de socialistische arbeidersbeweging, waardoor de partij opnieuw in politiek isolement terechtkwam en een reeks verkiezingsnederlagen leed. Na de omwentelingen in Moskou en het aantreden van Nikita Chroesjtsjov na de dood van Jozef Stalin, en na de zoveelste nederlaag bij de Belgische parlementsverkiezingen in 1954, won de oppositie tegen de stalinistische koers van de partijleiding stevig aan kracht. Op het partijcongres van oktober 1954 (het 'Congres van Vilvoorde') werd de leiding in de minderheid gesteld en moest Lalmand aftreden als secretaris-generaal, na eerst zijn publieke zelfkritiek te hebben uitgesproken. Zolang hij parlementslid was, bleef hij wel nog lid van het Centraal Comité. In 1958 werd hij niet meer herkozen in de Kamer, waarna hij terugkeerde naar Antwerpen en zijn commerciële activiteiten hernam. Hij bood nog zijn diensten aan aan de lokale KPB-leiding, maar dit werd, met goedkeuring van het Politiek Bureau, afgewezen. In zijn laatste levensjaren trok hij zich definitief terug in Brussel en kampte hij met problemen met de bloedsomloop, waardoor zijn been moest worden geamputeerd. Hij overleed in november 1965 in een ziekenhuis en werd daarna in intieme kring begraven.

## Trivia
Er wordt naar hem verwezen in het Nero (strip)album "De Hoed van Geeraard de Duivel" (1950) door Marc Sleen. Nero ontdekt in strook 47 het adressenboekje van Geeraard de Duivel. Hierin staan de telefoonnummers van Lalmand, Jozef Stalin en Camille Huysmans. Sleen tekende het verhaal destijds voor de katholieke krant Het Volk.

## Publicaties
- Le Parti communiste de Belgique dans la lutte pour la Libération, Brussel, 1944.
- Bâtir une Belgique nouvelle, Brussel, 1946.
- Pour la rénovation du pays, Brussel, 1947.
- Unir le peuple pour servir le pays, Brussel, 1948.
- Reconquérir l'indépendance nationale. Sauver la paix, Brussel, 1951.